# Seznam monaških smučarjev
Seznam monaških smučarjev.

## A
- Arnaud Alessandria

## C
- Julien Castellini
- Alexandra Coletti

## J
- Olivier Jenot